# Coupe van der Straten-Ponthoz
De Coupe van der Straten-Ponthoz, ook wel verkort aangeduid als Coupe Ponthoz, was een van de eerste Europese voetbaltoernooien voor clubs.

## Geschiedenis
In 1900 werd de cup opgericht door graaf van der Straten-Ponthoz, als bekercompetitie tussen befaamde Europese clubs. De deelnemers waren voetbalclubs uit België, Nederland, Engeland, Frankrijk en Zwitserland. Dit bekertoernooi werd van 1900 tot 1907 jaarlijks gehouden in België en kan wellicht worden beschouwd als de voorloper van de latere Europa Cup. In 1908 is deze competitie vervangen door de Coupe Jean Dupuich. Graaf Robert van der Straten-Ponthoz en broer Etienne van der Straten-Ponthoz waren zelf in de beginjaren voetballers bij Léopold CB.

## Historisch overzicht

### Historisch deelnemersoverzicht
Van 1900 tot 1907 hebben de onderstaande voetbalclubs deelgenomen aan de Coupe Ponthoz.
| Club                                   | Beste prestatie in eigen land (tot 1907) | Jaar                                           |
| -------------------------------------- | ---------------------------------------- | ---------------------------------------------- |
| HBS                                    | Kampioen van Nederland                   | 1904, 1906                                     |
| HVV                                    | Kampioen van Nederland                   | 1891, 1896, 1900, 1901, 1902, 1903, 1905, 1907 |
| RAP                                    | Kampioen van Nederland                   | 1892, 1894, 1897, 1898, 1899                   |
| CFC Celeritas                          | Nr. 7 van Nederland                      | 1898                                           |
| Rapiditas                              | Nr. 4 van Nederland                      | 1895                                           |
| DFC                                    | Nr. 2 in de westelijke afdeling          | 1905                                           |
| Voorwaarts                             | Onbekend                                 | Onbekend                                       |
| Léopold FC                             | Nr. 2 van België                         | 1902                                           |
| Sporting Club de Bruxelles             | Nr. 3 van België                         | 1896                                           |
| Racing Club Brussel                    | Kampioen van België                      | 1897, 1900, 1901, 1902, 1903                   |
| Antwerp FC                             | Nr. 2 van België                         | 1896                                           |
| Athletic and Running Club de Bruxelles | Nr. 3 van België                         | 1900                                           |
| Daring CB                              | Nr. 4 van België                         | 1907                                           |
| Beerschot VAC                          | Nr. 2 van België                         | 1901                                           |
| Union Saint-Gilloise                   | Kampioen van België                      | 1904, 1905, 1906, 1907                         |
| SA Montrouge                           | Onbekend                                 | Onbekend                                       |
| RC Roubaix                             | Kampioen van Frankrijk                   | 1902, 1903, 1904, 1906                         |
| Pilgrims FC                            |                                          | 1905                                           |
| Maidstone United FC                    | Kampioen van Engeland                    | 1899, 1900, 1901                               |
| Grasshopper-Club Zürich                | Kampioen van Zwitserland                 | 1898, 1900, 1901, 1905                         |

### Finales
Het jaartal in deze tabel is een link naar het hoofdartikel over het Coupe Van der Straten-Ponthoz in dat jaar.
| Jaar | Winnaar              | Uitslagen | Finalist             |
| ---- | -------------------- | --------- | -------------------- |
| 1900 | RAP                  | 2-1       | HVV                  |
| 1901 | HBS                  | 1-0       | Racing Club Brussel  |
| 1902 | Pilgrims FC          | 4-2       | DFC                  |
| 1903 | Racing Club Brussel  | 6-5 n.v.  | Pilgrims FC          |
| 1904 | Racing Club Brussel  | 3-2       | Union Saint-Gilloise |
| 1905 | Union Saint-Gilloise | 5-1       | Racing Club Brussel  |
| 1906 | Union Saint-Gilloise | 2-2 *     | Racing Club Brussel  |
| 1907 | Union Saint-Gilloise | 1-0       | Hampstead FC         |

* Nadat zowel de eerste twee helften als de verlenging onbeslist bleef, wist de organisatie geen winnaar aan te wijzen. Bij navraag aan de Football Association, besloot men beide teams als winnaar aan te wijzen.